# Callionima guiarti
Callionima guiarti är en fjärilsart som beskrevs av Debauche 1934. Callionima guiarti ingår i släktet Callionima och familjen svärmare. Inga underarter finns listade i Catalogue of Life.